# Norma (filosofia)

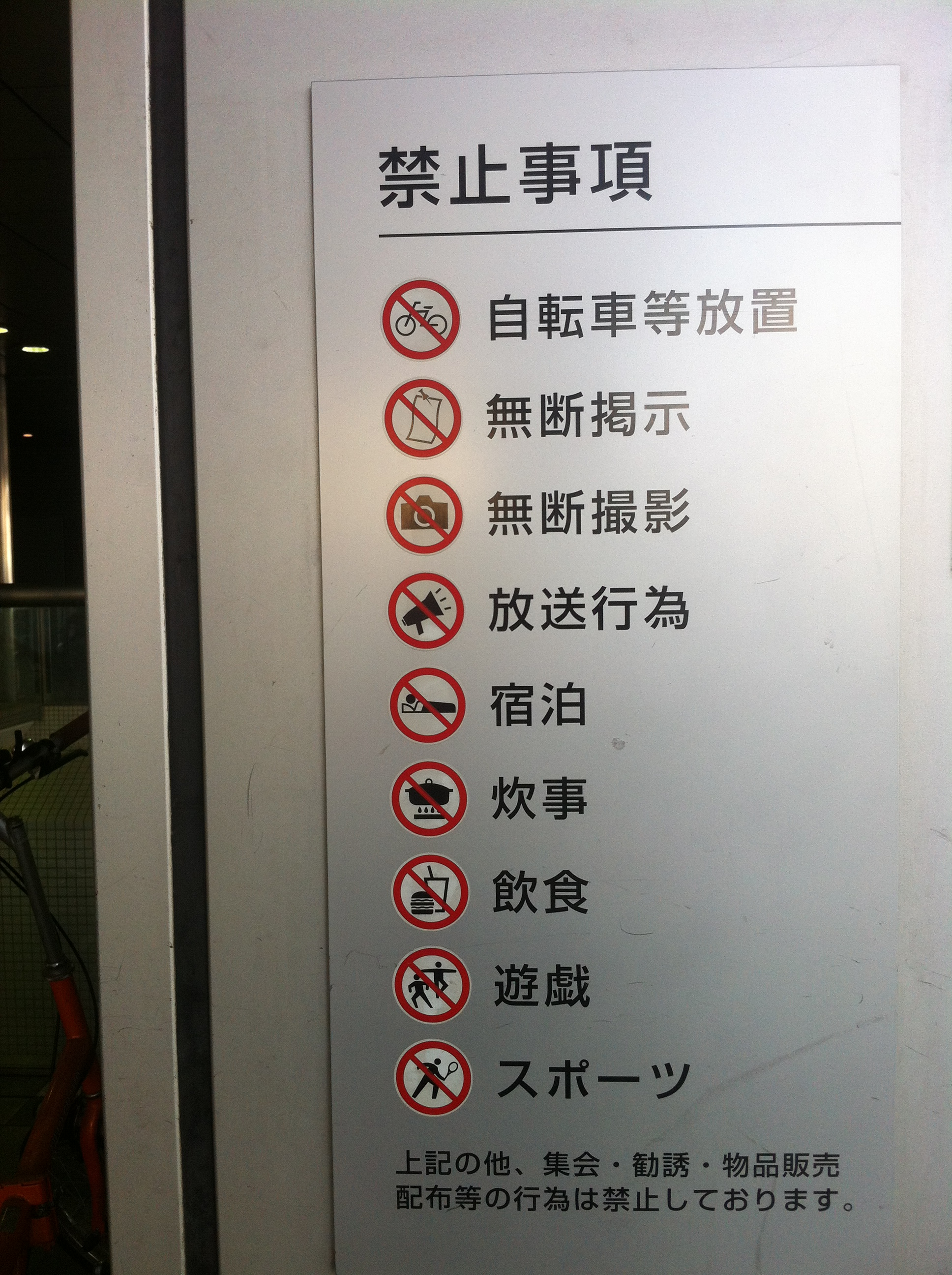
Lista de ações proibidas num prédio no Japão

Em filosofia, normas são razões ou motivos para agir, para acreditar ou para sentir. Ordens e permissões expressam normas. Elas prescrevem maneiras de ser ao mundo em vez de descrever estados do mundo. Normas e regras são formuladas de acordo com certos valores. Normas são usadas para manter a ordem. Nas escolas, por exemplo, normas e regras são muito usadas, e, normalmente, os adolescentes não gostam de normas, pois eles não gostam de ser contrariados.

## Alguns tipos de normas
Orações contendo verbos no modo imperativo ("não faça isto!", "vá ao mercado") são a maneira mais óbvia de expressar normas. Elas buscam criar obrigações (deveres) e permissões. Tais normas são deontológicas. O tratamento dos deveres e permissões como normas é importante para a ética e a filosofia do direito.
Em filosofia política, se discute se normas de competência, isto é, normas que dão, a alguém, o poder de criar outras normas, são ou não normas deônticas. Para alguns, tais normas são fatos institucionais não deônticos.
Regras são tipos de normas. Jogos dependem de normas completamente. São elas que determinam vencedores, vencidos e a pontuação.
As leis são tipos de regras feitas pelo governo da região, bairro ou país, e são necessárias para que não haja confrontos, prejuízos etc.
Normas são, basicamente, regras, e servem para deixar um lugar, jogo etc. organizado.